# Центральный музей связи имени А. С. Попова
Центральный музей связи имени А. С. Попова — один из старейших научно-технических музеев мира, основанный в 1872 году как Телеграфный музей. Тематически посвящён истории развития различных видов связи, включая почту, телеграф, телефон, радиосвязь, радиовещание, телевидение, космическую связь, современные технологии связи. В музее хранится Государственная коллекция знаков почтовой оплаты, формируемая Минцифры России.

## Краткая история
Музей был основан 11 сентября 1872 года как Телеграфный музей по инициативе директора Телеграфного департамента Карла Людерса. У истоков его создания и развития стоял Николай Евстафьевич Славинский, проработавший первым директором музея до 1911 года. Своим рождением музей обязан первой в России политехнической выставке 1872 года, на которой экспонировались телеграфный и почтовый отделы.
После создания Главного управления почт и телеграфов в 1884—1919 годах учреждение функционировало как Почтово-телеграфный музей, при этом до 1917 года музей оставался закрытым ведомственным заведением  Министерства почт и телеграфов Российской империи. В 1924 году он был преобразован в Музей народной связи, открыв свои двери посетителям, а 7 мая 1945 года — в Центральный музей связи имени А. С. Попова.
В 1924 году музей участвовал в официальном классе первой Всесоюзной выставки по филателии и бонам в Москве. На этой выставке успешно экспонировалась коллекция Музея народной связи Народного комиссариата почт и телеграфов СССР, как он тогда назывался.

Эмблема Министерства цифрового развития, связи и массовых коммуникаций Российской Федерации, в чьём ведении находится музей и которое ответственно за формирование Государственной коллекции знаков почтовой оплаты

В 1974 году экспозиция музея была разобрана, а музей закрыт для посетителей в связи с аварийным состоянием здания.
В 2000 году была разработана программа возрождения музея, которая предусматривала открытие его экспозиций в 2003 году к трёхсотлетнему юбилею Санкт-Петербурга. В 2003 году реконструкция здания завершилась и была создана новая постоянная экспозиция. С 19 декабря 2003 года ЦМС имени А. С. Попова работает в режиме открытого для посетителей доступа.
Учредителем и собственником имущества музея является Российская Федерация. В соответствии с Постановлением Правительства Российской Федерации от 30.12.2004 № 1732-р ЦМС имени А. С. Попова был передан в ведение Федерального агентства связи (Россвязь), после упразднения которого в 2020 году снова перешёл в структуру Минцифры.

## Расположение

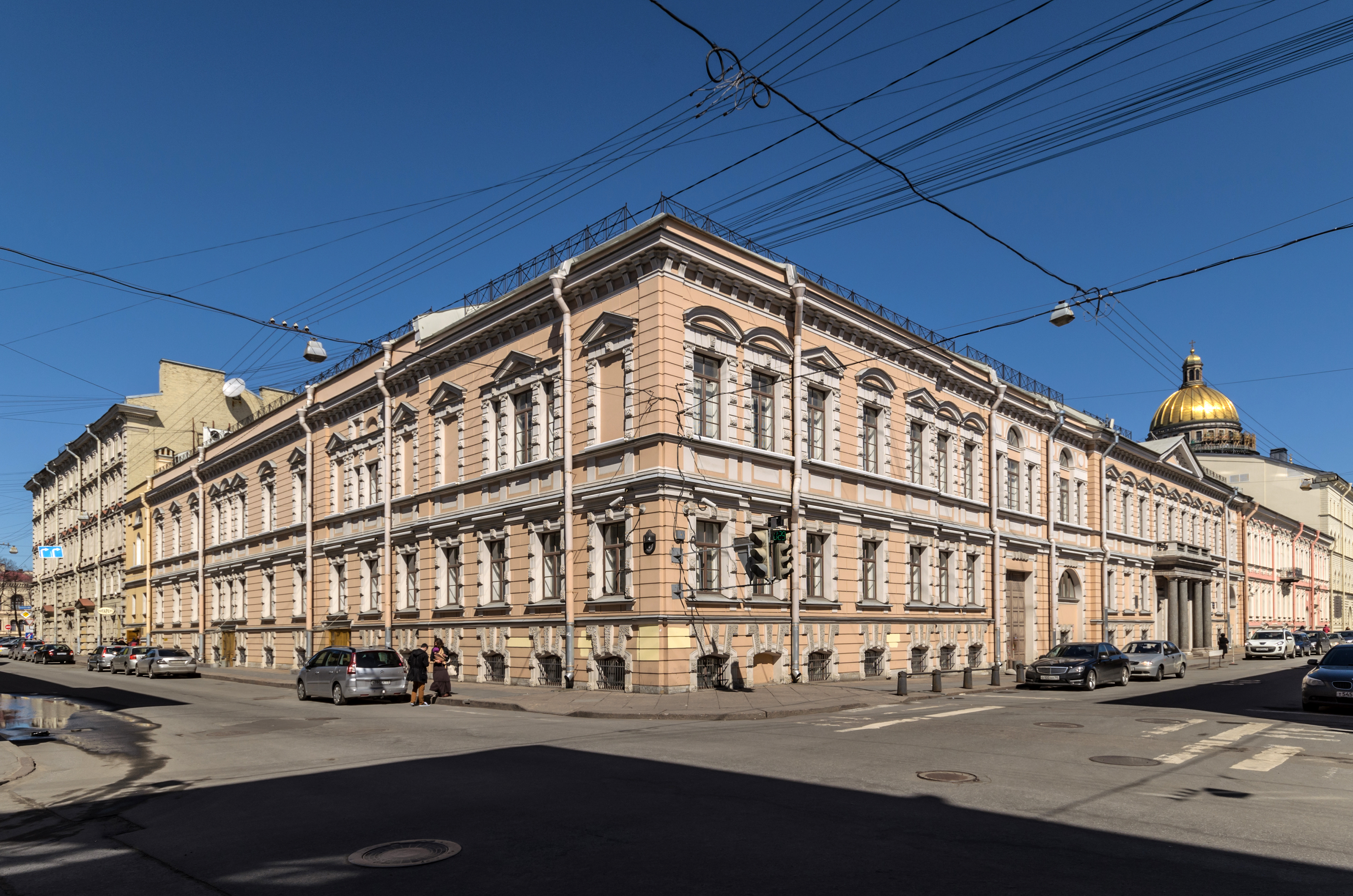
Здание Центрального музея связи со стороны Почтамтской улицы

Музей расположен в центре Санкт-Петербурга, неподалёку от Исаакиевской площади. Размещается в бывшем дворце главного директора почт канцлера А. А. Безбородко, принадлежавшем впоследствии Министерству почт и телеграфов Российской империи.
Здание расположено на углу Почтамтского переулка и Почтамтской улицы. Официальный адрес музея:
190000, Санкт-Петербург, Почтамтский переулок, дом 4.

## Экспозиция
Центральный музей связи имени А. С. Попова является старейшим из числа немногих почтовых музеев в России. В нём собраны экспонаты и материалы, связанные с историей почты и знаков почтовой оплаты, включая почтовые карточки, письма, прошедшие почту, маркированные конверты, редкие архивные материалы, иллюстрирующие историю почты в России. Эти экспонаты позволяют изучить эволюцию почтовых отправлений и их дизайна — от исторического периода XVIII—XIX веков до возникновения мейл-арта, одного из современных направлений в искусстве.
Постоянная экспозиция музея включает ряд разделов: «Почтовая связь», «История почтового городка», «Физические явления электросвязи», «Телеграф», «Телефон», «Радиосвязь», «Мобильная связь», «Радиовещание», «Телефонные станции», «Современная связь», «Космическая связь», «Музейные услуги», «Телевидение» и «Сети и линии связи».
В экспозиции музея можно увидеть:
- старинные подорожные грамоты,
- царские указы,
- первый радиоприёмник (грозоотметчик) А. С. Попова,
- первый гражданский спутник связи «Луч-15» и многие другие экспонаты[11].

Музей стал уникальным местом сосредоточения раритетных образцов техники связи и последних достижений в области инфотелекоммуникационных технологий.
Музейная коллекция приборов А. С. Попова начала составляться в 1926—1927 годах. В настоящее время в неё входит существенная часть аппаратурного наследия А. С. Попова, включая:
- приборы, относящиеся к этапу изобретения беспроволочного телеграфа,
- первые экземпляры радиоприёмника и грозоотметчика.

В музее имеется специальный зал, посвящённый изобретателю радио, а в его архиве музея создан документальный фонд А. С. Попова.
В музее также представлен интерактивный зал «Физические основы электросвязи». Его экспозиция демонстрирует ключевые физические явления, историю изобретений, историю технологий всех видов электросвязи на основе коллекции раритетных экспонатов и параллельно — их интерактивных аналогов (макетов и мультимедийных продуктов). Экспозиционные залы музея оборудованы сенсорными панелями, предлагающими посетителям более подробную историческую справку и мультимедийные сюжеты.
Кроме этого, музей сохраняет уникальный архив документальных фондов; редкие книги представлены посетителям в научно-технической библиотеке. Фонды ЦМС имени А. С. Попова составляют около 8,0 млн ед. хранения. 

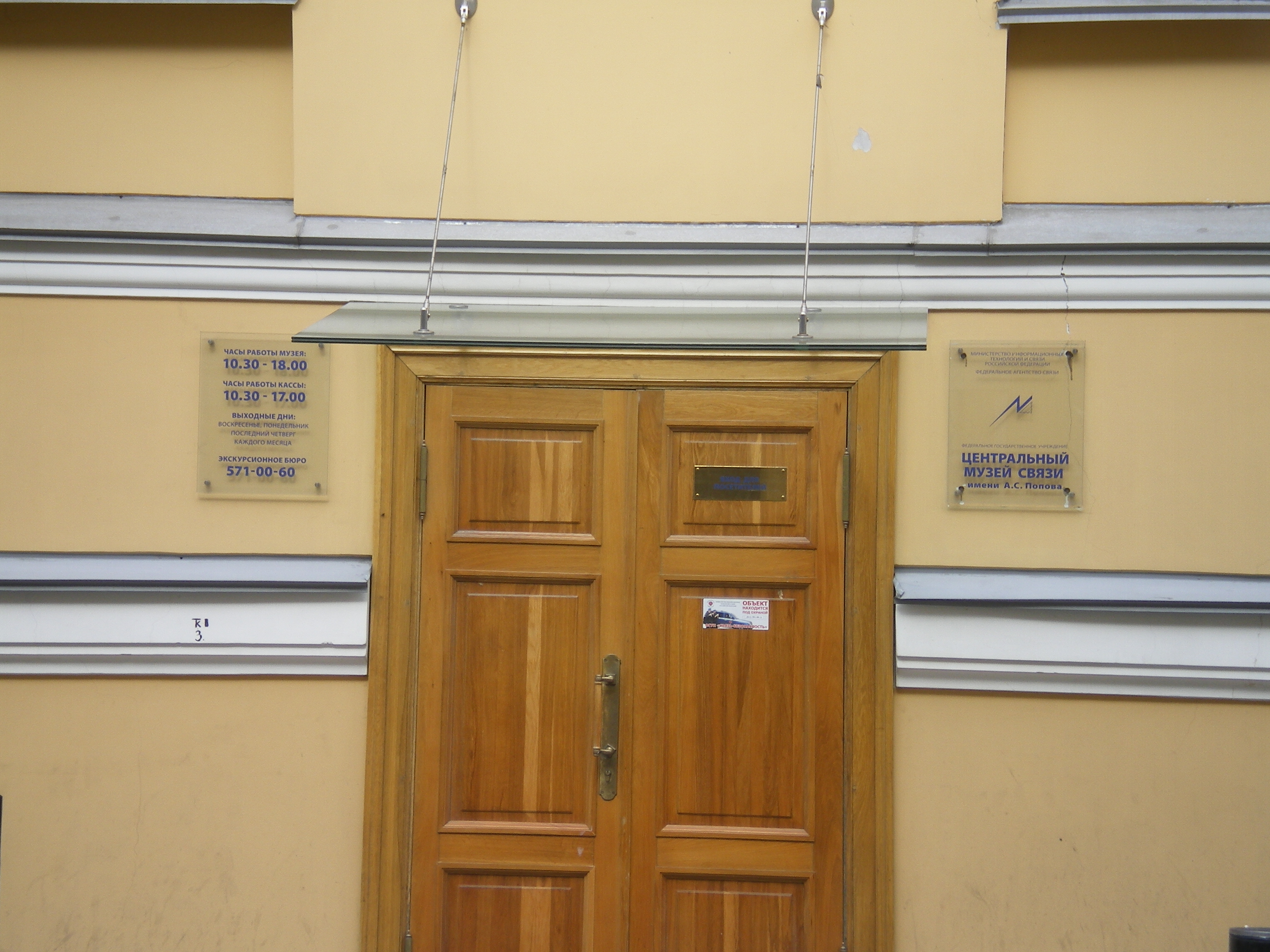
Вход в музей и информационная табличка с режимом работы
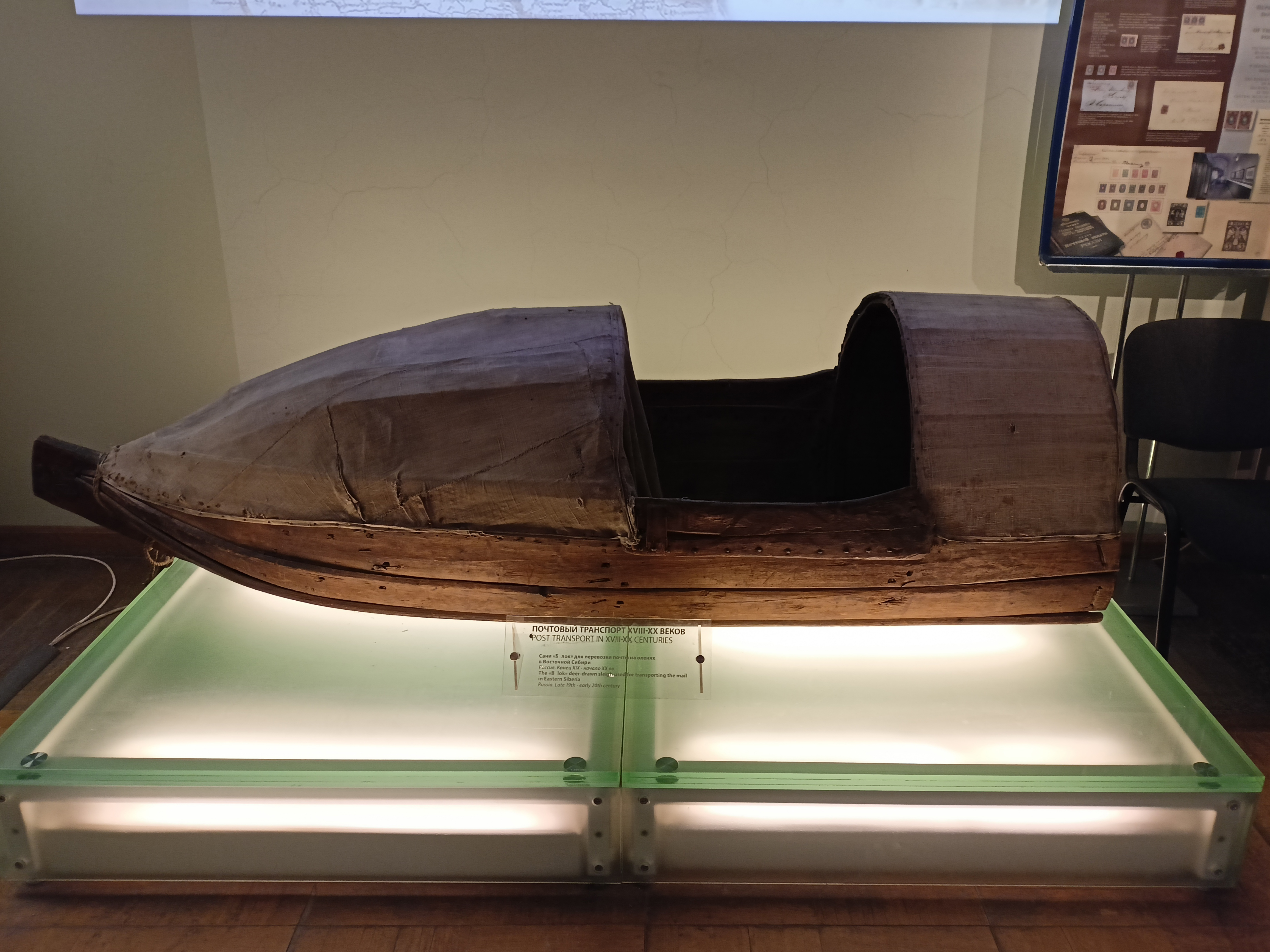
Сани для перевозки почты на оленях в Восточной Сибири
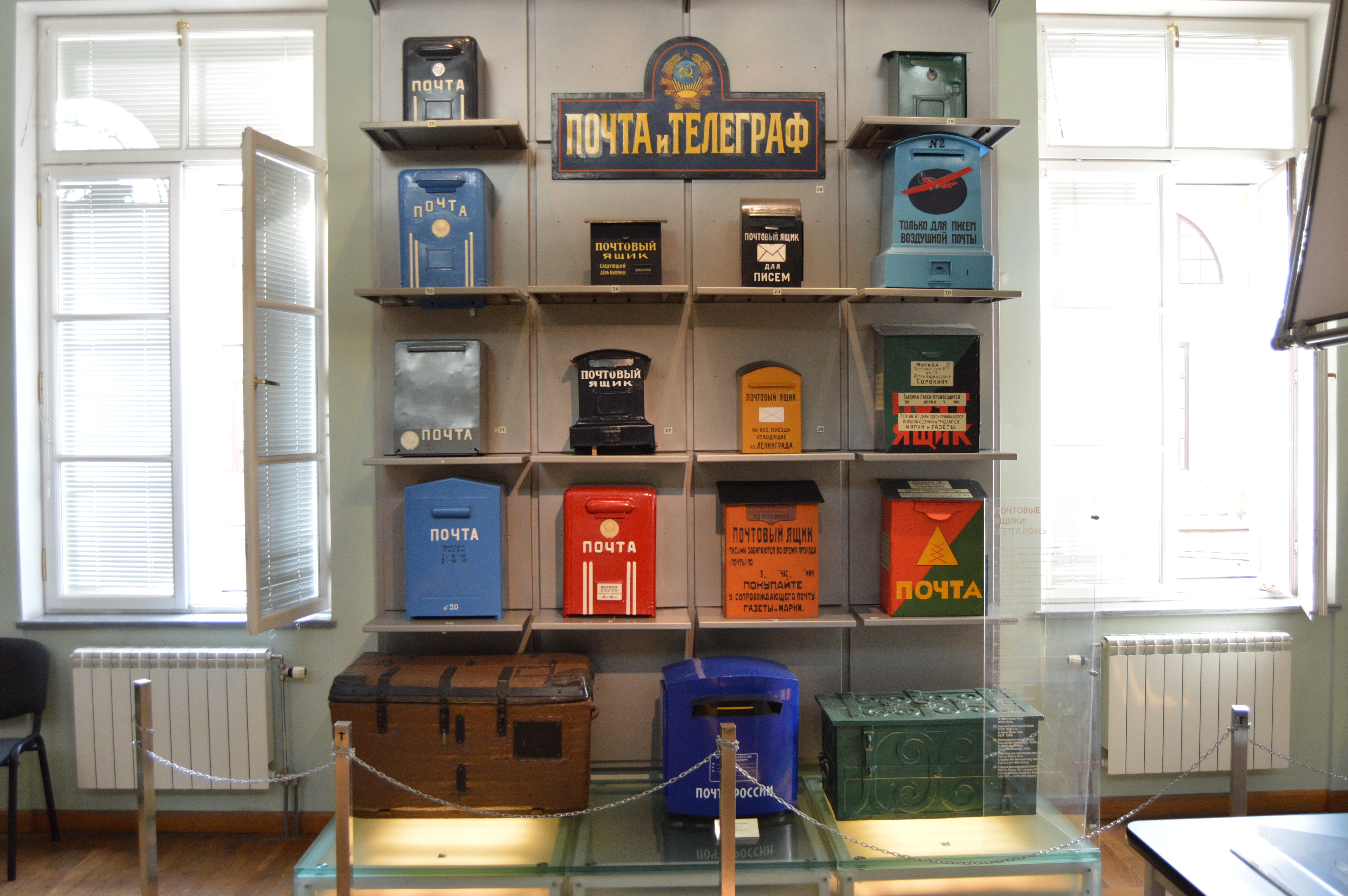
Почтовые ящики
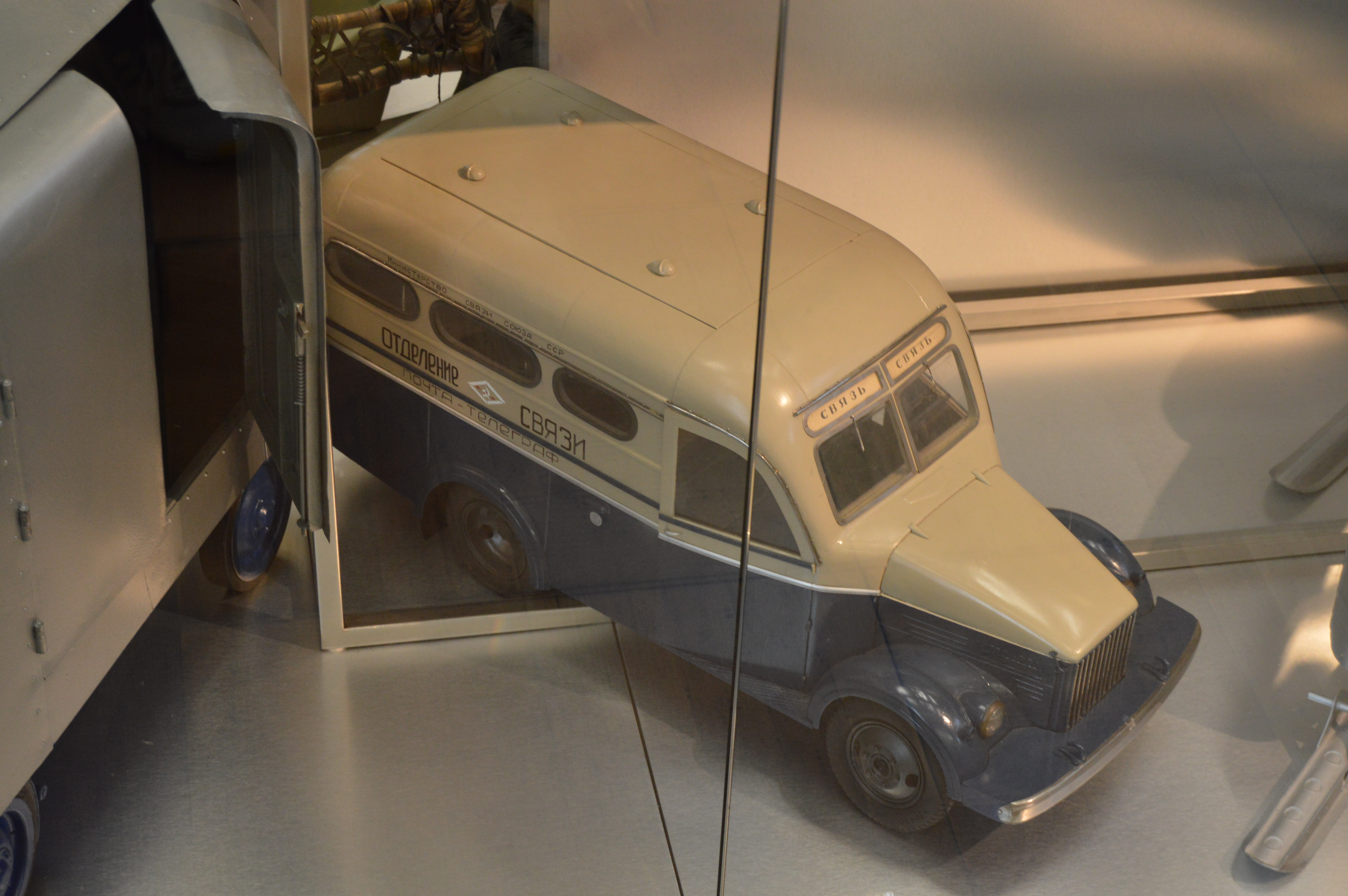
Модель почтового автомобиля
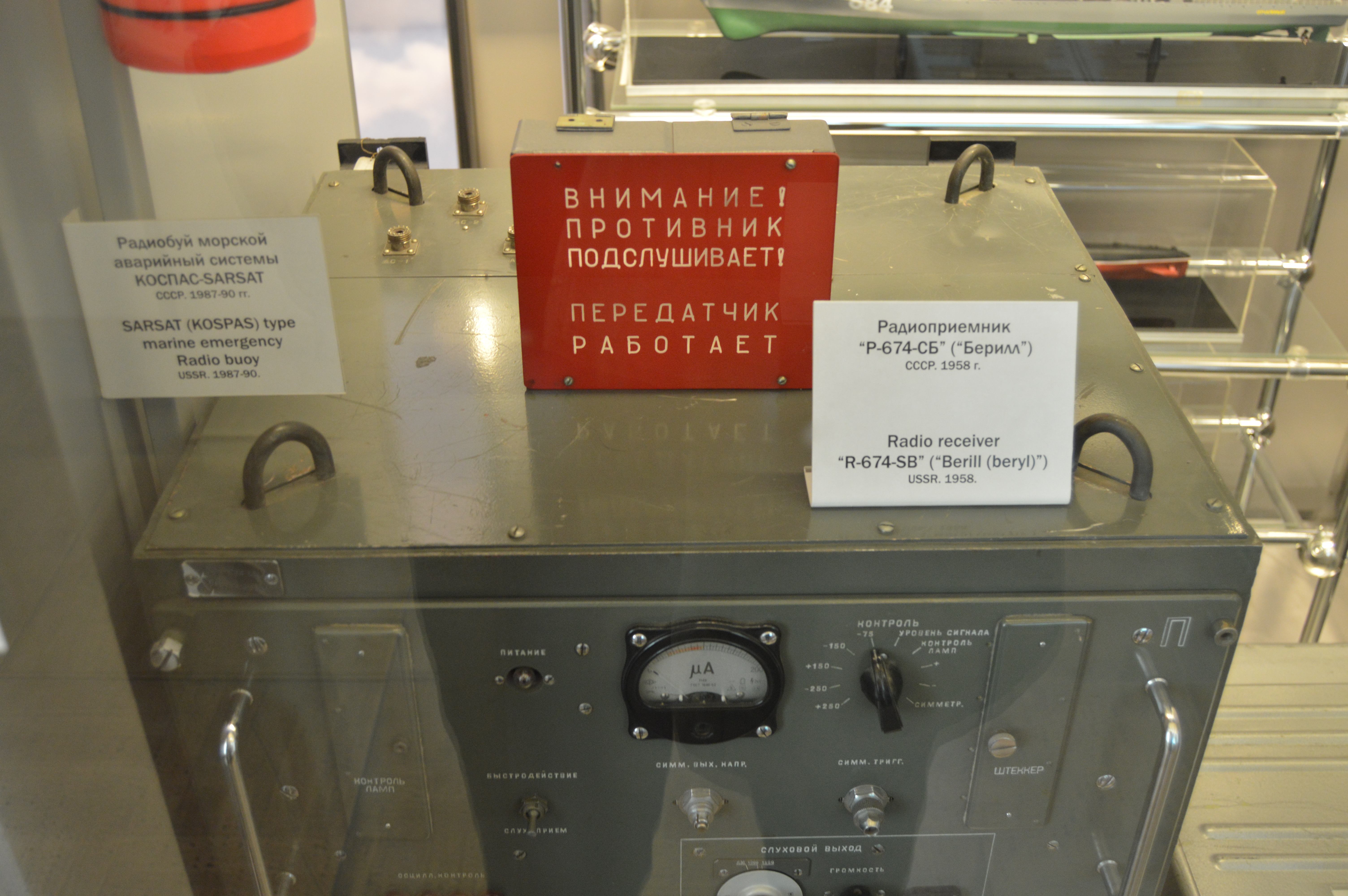
Радиоприёмник
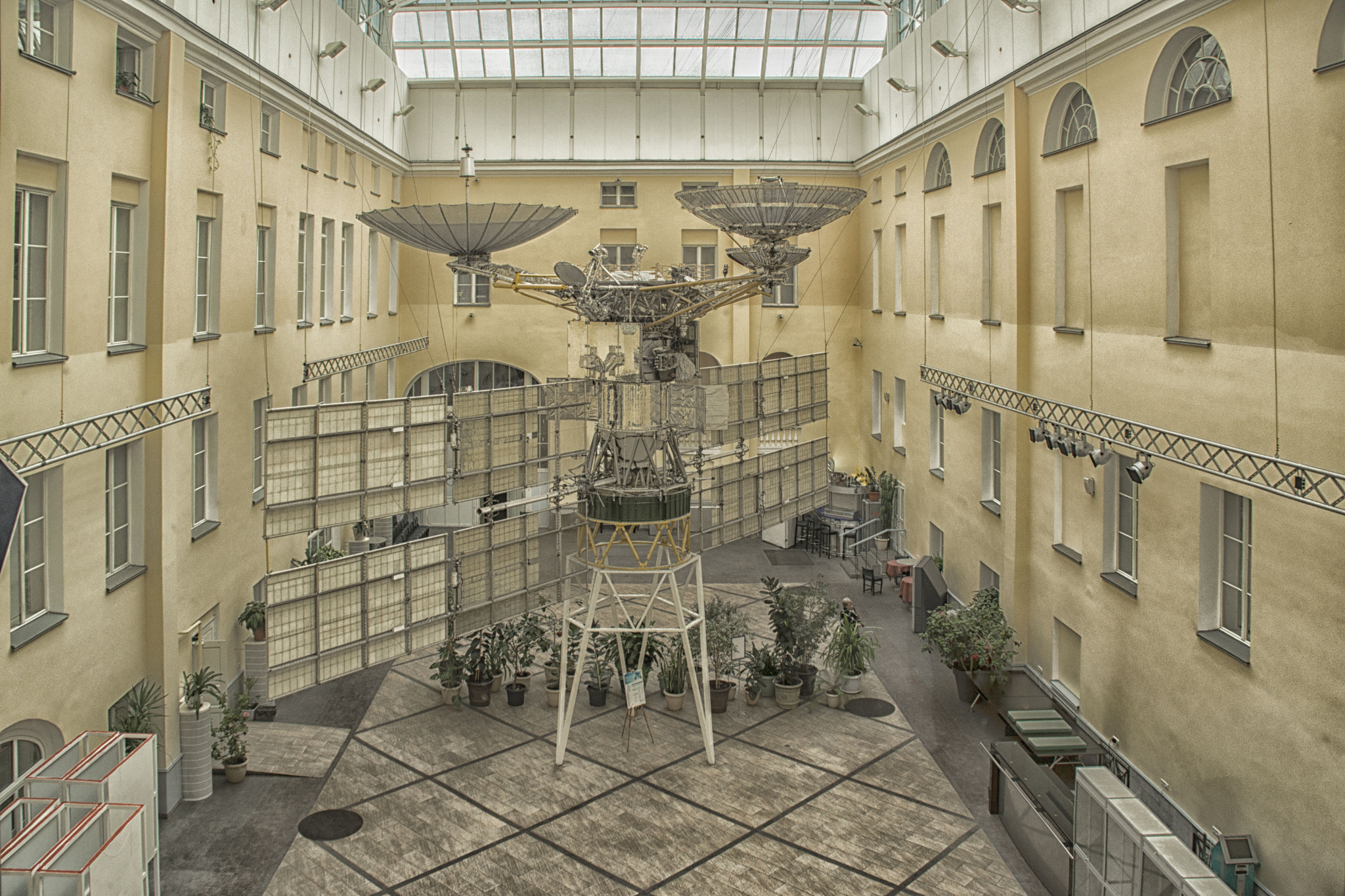
Спутник связи «Луч-15»

## Государственная коллекция почтовых знаков
В фондах музея хранится Государственная коллекция знаков почтовой оплаты Российской Федерации, представляющая огромную ценность для филателистов России и всего мира. В ней насчитывается свыше 4 миллионов почтовых марок и цельных вещей всех стран мира.
Учреждённая в 1884 году, Государственная коллекция представляла собой несистематизированное собрание до 1927—1930 годов, когда началась систематизация на научной основе и оформление почтовых марок в альбомах. Ныне это собрание нескольких коллекций:
- коллекция почтовых марок всех стран мира,
- коллекция почтовых марок Российской империи,
- коллекция земских почтовых марок,
- коллекция марок русской почты в Турции (Левант), почтовых марок Вендена, марок русской почты на острове Крит, русской почты в Китае,
- коллекция почтовых марок России периода гражданской войны,
- коллекция почтовых марок Великого княжества Финляндского,
- коллекция почтовых марок Монголии,
- коллекция почтовых марок старой Польши,
- коллекция почтовых марок Афганистана,
- коллекция почтовых марок РСФСР и СССР,
- коллекция образцов и проектов марок Российской империи, РСФСР, СССР и России.

По состоянию на 1971 год, все коллекции почтовых марок были оформлены в двухстах альбомах.
Для демонстрации посетителям уникального материала работает фонд открытого хранения «Сокровищница знаков почтовой оплаты России» с экспозиционным оборудованием — кассетами для демонстрации почтовых марок, выпущенных в России от первой марки 01.01.1858 до настоящего времени, и исторических карт земских дорог Петербургской, Вологодской и Новгородской губернии.

## Память
Центральный музей связи имени А. С. Попова был запечатлён на почтовой марке СССР 1960 года (ЦФА [АО «Марка»] № 2421), приуроченной к Дню радио. Миниатюра была подготовлена художником И. Левиным.
В 1972 году выходила советская почтовая марка (ЦФА [АО «Марка»] № 4169) в ознаменование 100-летия со дня основания Центрального музея связи имени А. С. Попова. Автором дизайна марки был художник Р. Стрельников. Одновременно Министерством связи СССР был выпущен художественный маркированный конверт (№ 5275), посвящённый этому юбилею музея.

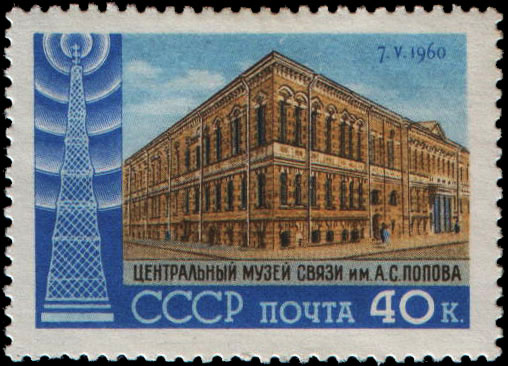
Марка СССР (1960): День радио. Здание Центрального музея связи имени А. С. Попова в Ленинграде (архитектор Д. Кваренги) (ЦФА [АО «Марка»] #2421; Mi #2343)
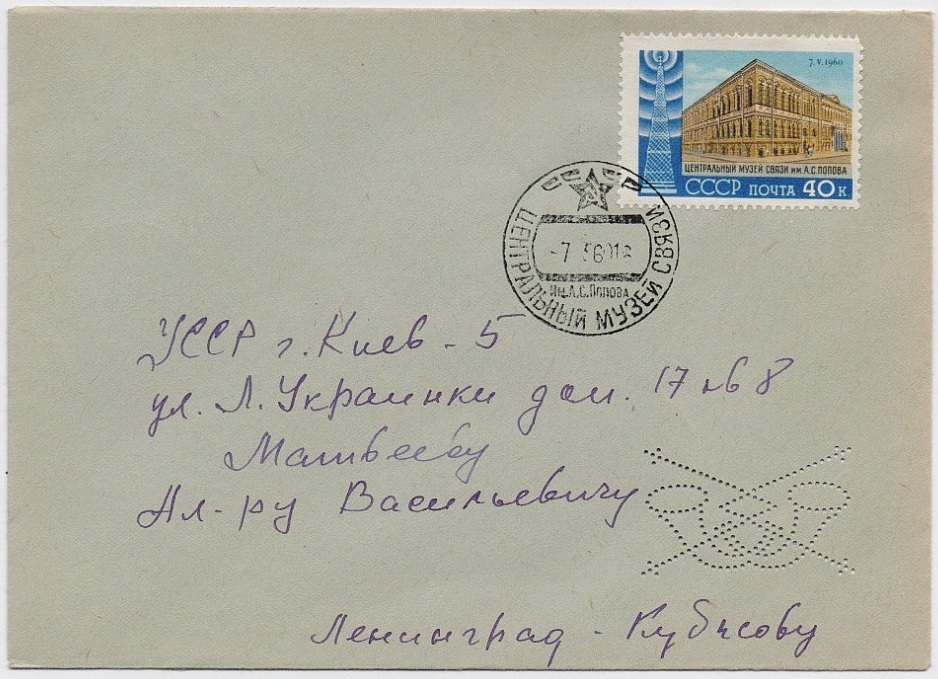
Письмо из Ленинграда в Киев, франкированное почтовой маркой СССР в честь Дня радио (ЦФА [АО «Марка»] #2421; Mi #2343). Текст на почтовом штемпеле: «Центральный музей связи им. А. С. Попова. СССР» (1960)
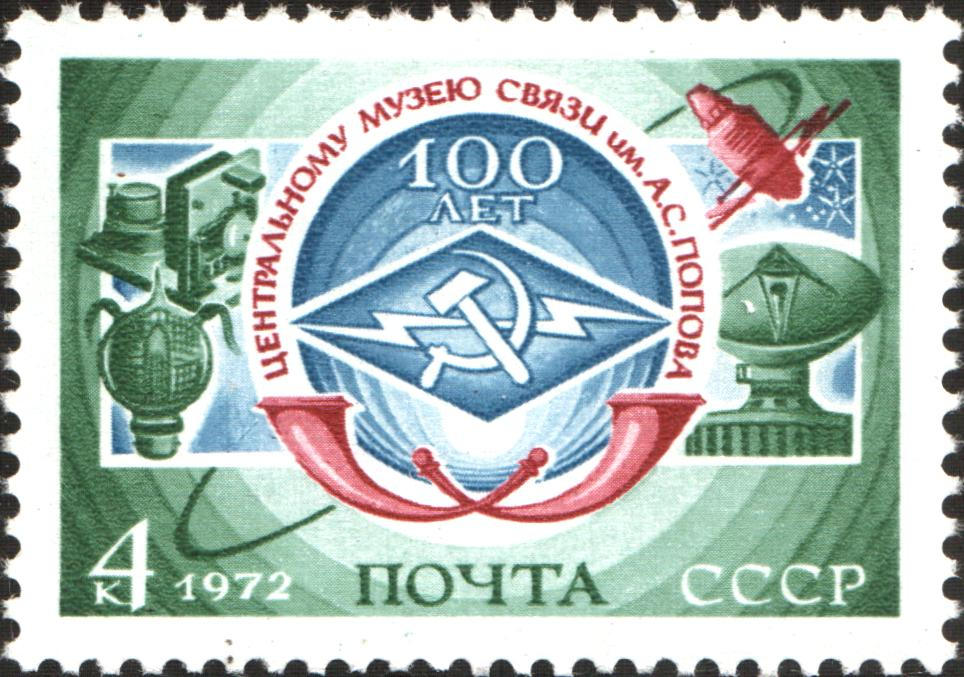
Марка СССР (1972): 100-летие Центрального музея связи имени А. С. Попова. Государственная эмблема связи (ЦФА [АО «Марка»] № 4169)
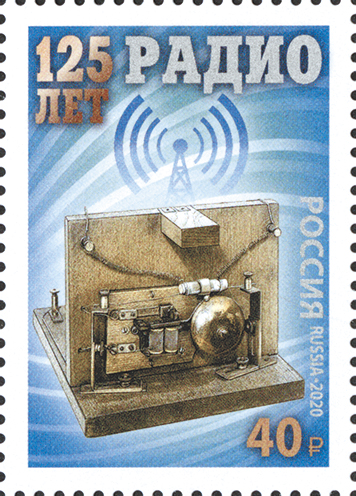
Почтовая марка 2020 года, посвящённая 125 лет радио. На почтовой марке изображён радиоприёмник 1895 г. из коллекции Центрального музея связи имени А.С. Попова.
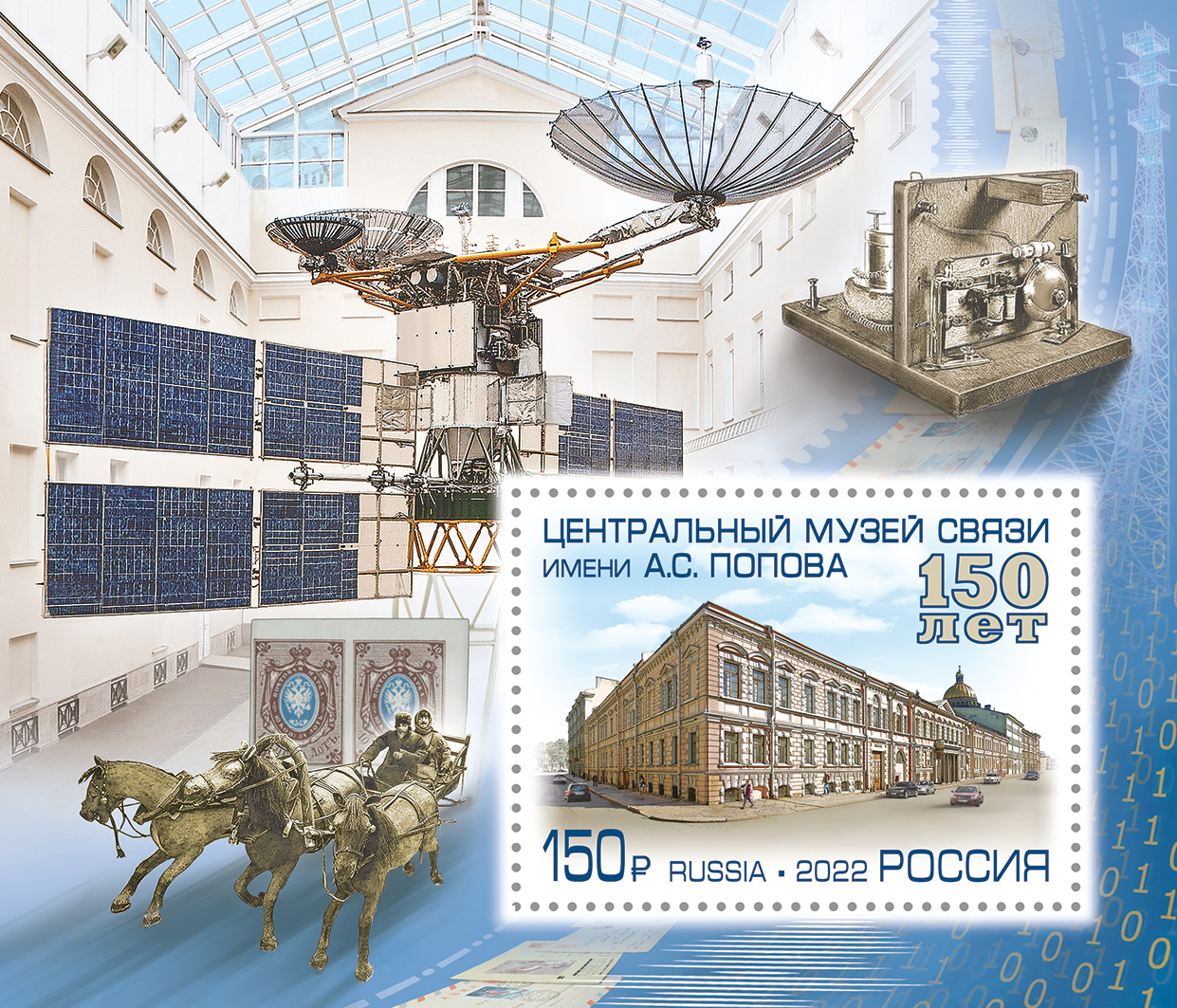
Почтовый блок - 150 лет Центральному музею связи имени А. С. Попова
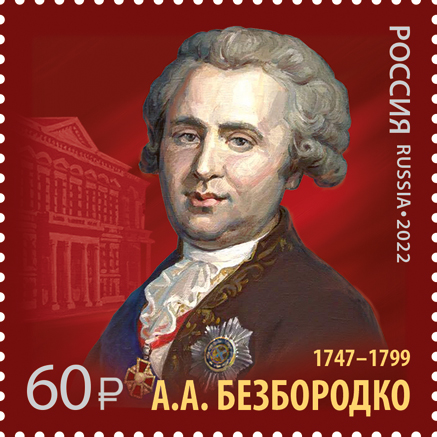
Почтовая марка 2022 года с портретом А.А. Безбородко и изображением его дворца